# Tokyo Joe

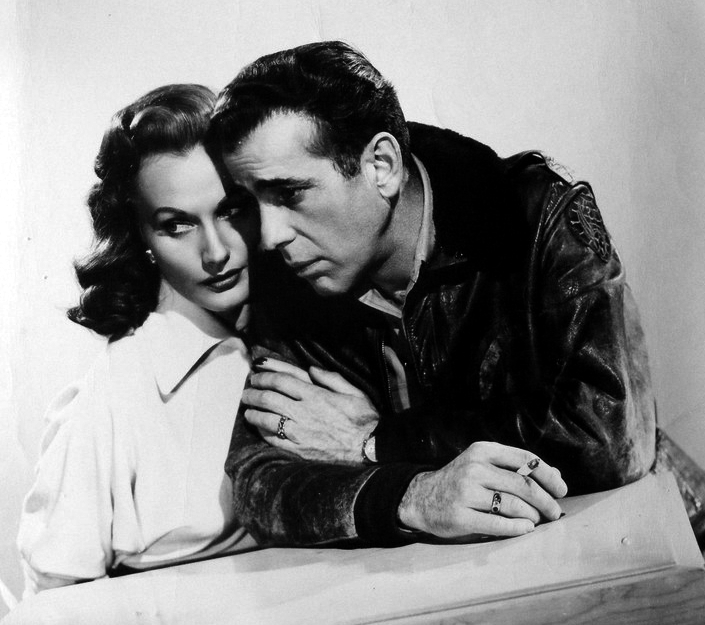
Florence Marly et Humphrey Bogart dans le film Tokyo Joe

Tokyo Joe est un film noir américain réalisé par Stuart Heisler, sorti en 1949.

## Synopsis
L'action du film se déroule dans le contexte du Japon d'après-guerre. Joe Barrett retourne à Tokyo où il tenait un bar, le Tokyo Joe's.

## Fiche technique
- Réalisation : Stuart Heisler
- Scénario : Cyril Hume et Bertram Millhauser d'après une histoire de Steve Fisher
- Photographie : Charles Lawton Jr.
- Musique : George Antheil
- Montage : Viola Lawrence
- Genre : Film dramatique, Film policier, Film noir

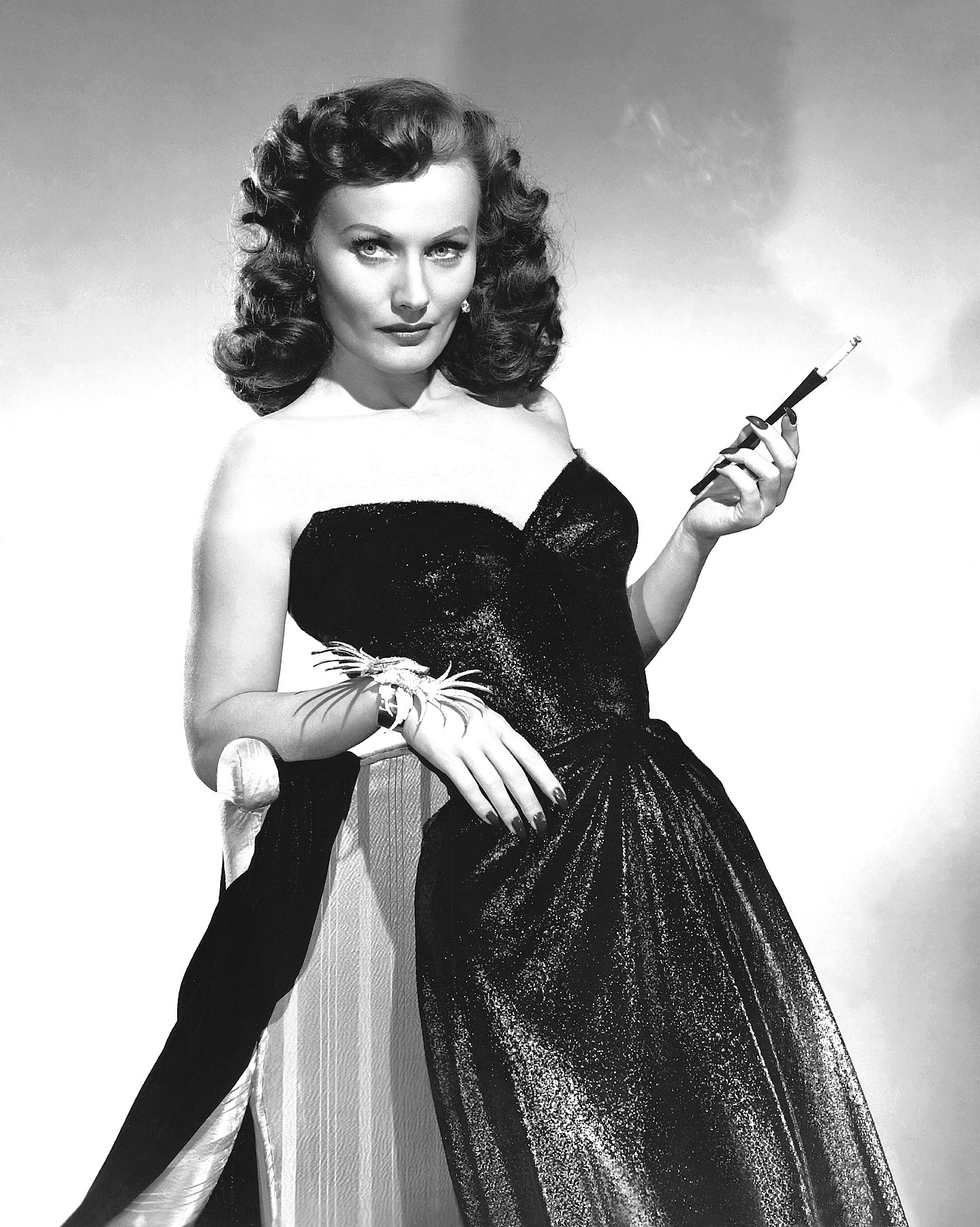
Florence Marly dans une publicité pour Tokyo Joe

- Durée : 88 minutes
- Dates de sortie: 
  - 26 octobre 1949 (New York)
  - novembre 1949 ( États-Unis)
  - 13 octobre 1959 ( France)
- Affiche : René Péron (France)

## Distribution
- Humphrey Bogart (VF : Raymond Loyer) : Joseph 'Joe' Barrett
- Alexander Knox (VF : Gérard Férat) : Mark Landis
- Florence Marly (VF : Camille Fournier) : Trina Pechinkov Landis
- Sessue Hayakawa (VF : Louis Arbessier) : Baron Kimura
- Jerome Courtland : Danny
- Gordon Jones (VF : Claude Bertrand) : Idaho
- Teru Shimada (VF : Ky Duyen) : Ito
- Hideo Mori : Kanda
- Charles Meredith (VF : Jacques Berlioz) : Gen. Ireton
- Rhys Williams (VF : Raymond Rognoni) : Col. Dahlgren
- Lora Lee Michel (VF : Renée Dandry) : Anya
- Harold Goodwin (VF : Jean-Paul Moulinot) : Maj. J.F.X. Loomis
- David Wolfe (VF : Camille Guérini) : le sergent photographe